# Zenonas Mačernius
Zenonas Mačernius (* 1. Mai 1947 in Kadaičiai, Rajon Plungė, Litauische SSR) ist ein sowjetlitauischer Agrarmanager, litauischer linker Politiker, Seimas-Mitglied und Bürgermeister.

## Leben
Nach dem Abitur 1962 an der Mittelschule Šateikiai absolvierte er 1967 das Studium der Agronomie an der Lietuvos žemės ūkio akademija und von 1982 bis 1986 an der Parteihochschule der KPdSU in Leningrad (Russland).
Von 1974 bis 1978 leitete er als Direktor das Sowchos von Kolainiai. Von 1994 bis 1995 und 2000 war Bürgermeister der Rajongemeinde Kelmė, von 2000 bis 2004 Mitglied im Seimas, von 2007 bis 2011 stellvertretender Bürgermeister von Kelmė.
Er war Mitglied der Lietuvos demokratinė darbo partija und der LSDP.